# Ciri

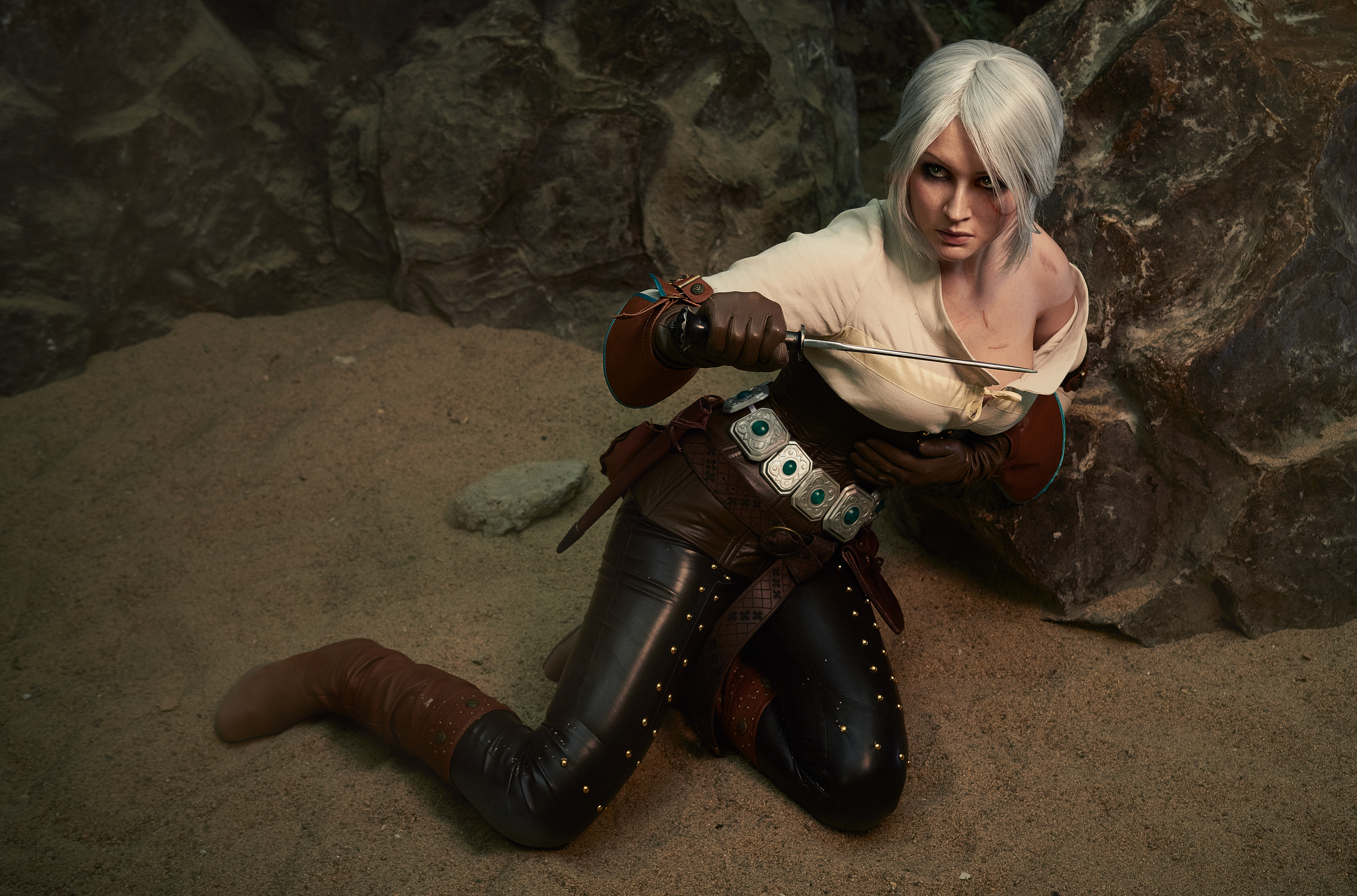
Cosplay Ciri z gry Wiedźmin 3: Dziki Gon.

Cirilla Fiona Elen Riannon, zdrobniale Ciri (zwana Jaskółką, w Starszej Mowie Zireael i Falką) – postać fikcyjna, jedna z bohaterek cyklu wiedźmińskiego Andrzeja Sapkowskiego. Księżniczka Cintry, córka Pavetty i Duny’ego z Erlenwaldu, wnuczka Calanthe, Dziecko Niespodzianka, Dziecko Przeznaczenia, reprezentantka Starszej Krwi, nosicielka genu Lary, Lwiątko z Cintry.

## Życiorys
Ciri to cintryjska księżniczka, córka Pavetty, a wnuczka Calanthe. Jej rodzice zginęli podczas sztormu, a raczej w momencie, gdy Vilgefortz chciał porwać statek z rodzicami Ciri na prośbę jej ojca, gdy była małym dzieckiem. Dzieciństwo spędziła w Cintrze i na Wyspach Skellige na dworze swojej babki.
Jest legendarnym Dzieckiem Niespodzianką, została przeznaczona wiedźminowi Geraltowi. Podczas oblężenia Cintry została uprowadzona przez nilfgaardzkiego rycerza Cahira. Udało się jej jednak uciec. Powojenna zawierucha doprowadza ją do tułaczki po krainie Sodden.
Ostatecznie Geralt i Ciri odnajdują się w chacie ubogiego kupca Yurgi i jego żony Złotolitki. Wiedźmin zabiera księżniczkę do Wiedźmińskiego Siedliszcza, Kaer Morhen, gdzie z pomocą Vesemira, Lamberta, Coëna i Eskela szkoli ją na wiedźminkę. Dziewczynka nie zostaje jednak poddana Próbie Traw, gdyż ujawnia się jej magiczny potencjał i zdolności do wieszczenia. To zmusza wiedźminów do zasięgnięcia porady czarodziejów. Jako że Geralt jest wtedy pokłócony z Yennefer, do Kaer Morhen zostaje sprowadzona inna znajoma czarodziejka, Triss Merigold. To ona potwierdza nietypowe zdolności Lwiątka i pomaga jej zapanować nad snami. Jednakże czując jak ogromną mocą włada Jaskółka, radzi by zwrócić się jednak o pomoc do Yennefer.
Chęć zapewnienia jej kontaktów z rówieśnikami, a także potrzeba zarobku Geralta prowadzi do oddania jej na wychowanie w świątyni Wielkiej Melitele w Ellander. Tam, zgodnie z radą Triss, rozpoczyna się magiczna edukacja Ciri pod okiem Yennefer, członkini Rady Czarodziejów. Mimo początkowej niechęci obu pań, po jakimś czasie wytwarza się między nimi bardzo silna więź emocjonalna. Łączy je nie tylko osoba wiedźmina, ale także magia i potrzeba posiadania matki (ze strony Ciri) oraz potrzeba posiadania dziecka (Yennefer). Z Ellander Ciri i czarodziejka udają się na zjazd czarodziejów na wyspę Thanedd. Po zjeździe, Ciri ma rozpocząć naukę w Szkole Magii Aretuza, do której niegdyś uczęszczała także Yennefer. W wyniku zbiegu okoliczności na Thanedd przybywa również Geralt z Jaskrem. Geralt godzi się wreszcie z Yennefer. Jednakże ich plany krzyżuje przewrót dokonany podczas zjazdu przez czarodziejkę Filippę Eilhart, wyprzedzając przewrót czarnoksiężnika Vilgefortza. W jego wyniku Geralt, Yennefer i Ciri zostają rozdzieleni. Ciri uciekając przed Vilgefortzem przechodzi przez spaczony portal w Wieży Mewy. Portal nie działał już od bardzo dawna, ale uaktywnił się pod wpływem mocy Ciri.
Portal, w wyniku swojego uszkodzenia, nie przenosi księżniczki do Wieży Jaskółki, lecz wyrzuca ją na pustynię Korath, gdzie niemal ginie z głodu i wycieńczenia. Po próbach z czerpaniem mocy z ognia, wyrzeka się swojej magicznej mocy. Odnaleziona przez łowców niewolników, zwanych Łapaczami, umyka im wraz z bandą Szczurów, do których później dołącza, przybierając imię Falka. Tam poznaje Mistle, też rozbójniczkę, która zakochuje się w niej z wzajemnością. Mistle jest jedyną osobą w całej Sadze, z którą Ciri sypia i którą kocha. Dziewczyny zrobiły sobie takie same tatuaże – czerwone róże na wewnętrznej stronie uda. Pobyt u Szczurów odmienia jej charakter. Ciri wyzbywa się oporów przed zabijaniem, życie traci wartość w jej oczach.
Jednakże śmierć depcze jej po piętach. Na Ciri poluje bowiem wywiad Nilfgaardu, a na Falkę okoliczni możnowładcy. Szczury dopada płatny zabójca Leo Bonhart. Zabija je wszystkie prócz Ciri, której zdolność do władania mieczem, a także rozkaz koronera Nilfgaardu Stefana „Puszczyka” Skellena pozwalają przeżyć. Bonhart nie ma jednak zamiaru szybko pozbywać się takiego skarbu, jakim jest Ciri. Dziewczyna zostaje pewnego rodzaju gladiatorką zabójcy, który zmusza ją do występowania na arenie i zabijania. Jednak umowa wiążąca go z koronerem zmusza go do spotkania się z Puszczykiem. Przy przypadkowej pomocy Kenny Selborne i Neratina Ceki Ciri udaje się uciec, ale zostaje ciężko ranna. Znajduje ją pustelnik, Vysogota z Korvo i leczy ją, ukrywając w swojej chacie wśród mokradeł.
Obawa przed pościgiem zmusza ją do opuszczenia pustelni. Jej decyzję przyspieszają wiadomości zdobyte przez pustelnika o zbójach, porozstawianych we wsiach graniczących z mokradłami. Udaje się do jednej z nich, Dun Dare, gdzie zabija czterech czyhających na nią morderców. Później kieruje się ku Mil Trachta, krainie jezior. Zmierza do jeziora Tarn Mira, na którego brzegu znajduje się Tor Zireael, czyli Wieża Jaskółki, mieszcząca magiczny teleport. Ciri ma nadzieję, że przeniesie on ją na Thanedd. Cały czas jest jednak ścigana. Wprowadza ludzi koronera w zasadzkę na Tarn Mira, zabija prawie wszystkich, oprócz Skellena, Bonharta i tropiciela Boreasa Muna. Wchodzi do Tor Zireael.
Wieża jest portalem, przez który, dzięki swym zdolnościom magicznym, Ciri ucieka do innego świata. Dowiaduje się, że była tam wyczekiwana przez elfy. Mimo początkowej uldze, Ciri odkrywa, że nie może się wydostać z tajemniczej krainy. W dodatku elfy żądają od niej poczęcia dziecka z ich królem. Według przepowiedni bowiem to dziecko, dzięki genowi Lary, ma być potężną istotą władającą czasem i przestrzenią. Ciri tak bardzo pragnie powrotu do swego świata, że zgadza się na to, lecz mimo wielokrotnych prób król nie jest w stanie „dopełnić” aktu. Umiera. Po jego śmierci Ciri, wraz ze swoją wierną klaczą Kelpie, ucieka przy pomocy jednorożca, którego uratowała niegdyś na pustyni Korath. Okazuje się, że Ciri również posiada potężną moc, która pozwala jej podróżować przez czasy i światy. Rozpaczliwie stara się trafić do swojego czasu i świata ścigana przez okrutnych Czerwonych Jeźdźców – elfich wojowników. W końcu dzięki czarodziejce z przyszłości, Nimue, trafia do swojego świata. Wprost do zamku Stygga, gdzie Vilgefortz więzi Yennefer. W tym samym czasie do kryjówki czarownika przybywa z odsieczą Geralt wraz z Milvą, Regisem, Cahirem i Angouleme. W zamczysku znajduje się również Bonhart. Ciri walczy z nim i pokonuje go. W tym samym czasie Geralt i Yennefer walczą z Vilgefortzem i również udaje im się go pokonać, jednak reszta towarzyszy Geralta ginie. Wiedźmin, czarodziejka i Ciri są znowu razem. Tymczasem na zamku Stygga pojawia się imperator Nilfgaardu, cesarz Emhyr var Emreis. W rozmowie z cesarzem, Geralt odkrywa prawdziwą tożsamość imperatora. Okazuje się, że to Duny, ojciec Ciri. Chce on zabrać swoje dziecko do Nilfgaardu i spłodzić z nią dziecko. Jednakże dziewczyna nigdy nie ma poznać prawdy o swoim pokrewieństwie z cesarzem. Po rozmowie z Geraltem cesarz zrozumiał, że nie jest w stanie spłodzić dziecka z własną córką. W trakcie rozmowy z Ciri wyjawia jej prawdę, po czym zostawia ją razem z Geraltem i Yennefer.
Niedługo potem czarodziejka zabiera Ciri do zamku Montecalvo, gdzie zebrane tam czarodziejki, tworzące Lożę uświadamiają dziewczynie, jaki jest jej los. Jako nosicielka genu Lary ma zostać wydana za mąż i jako posiadaczka magicznych zdolności umiejętnie kierować losami świata.  Dziewczyna ma jednak warunek – chce się pożegnać z Geraltem. I tak w towarzystwie Yennefer i Triss zmierza do miasta Rivia, gdzie ma na nie czekać wiedźmin. W Rivii dochodzi do pogromu „nieludzi”. Geralt, który ma przyjaciół wśród krasnoludów, staje w ich obronie i zostaje ciężko ranny. Yennefer i Triss wywołują potężnym zaklęciem burzę z gradobiciem, po której zamieszki ustają, jednak docierają za późno do konającego wiedźmina. Yennefer próbując uratować Geralta wyczerpuje swoją moc i mdleje. Wtedy pojawia się ponownie zaprzyjaźniony z Ciri jednorożec, który przekazuje Ciri swoją moc. Ciri, za sugestią jednorożca, prosi zgromadzonych przyjaciół o przeniesienie Geralta i Yennefer do łodzi, a następnie odpływa z nimi w mgłę. Sama trafia do świata Króla Artura, gdzie poznaje młodego rycerza Galahada. Razem z nim rusza na zamek Camelot.
Ciri pojawia się jeszcze w opowiadaniu Coś się kończy, coś się zaczyna napisanym przez Andrzeja Sapkowskiego w 1993 r. Bierze w nim udział w ślubie wiedźmina i czarodziejki.

### Pochodzenie Ciri i genu Lary
Ród Ciri ma elfickie korzenie, wywodzi się od Shiadal i jej córki Lary Dorren, która miała córkę Riannon z człowiekiem – Cregennanem z Lod. Oboje zginęli a sierotę przygarnęła Cerro, królowa Redanii w obawie przed klątwą, jaką rzuciła na nią Lara (początkowo Cerro odmówiła pomocy). Przysposobiona Riannon nosiła oficjalny tytuł redańskiej królewny. Została wydana za mąż za Goidemara, młodego króla Temerii. W trakcie rebelii Falki, która miała miejsce trzy lata po ślubie, Riannon została uwięziona w zamku Houtborg przez rebeliantów. Była wtedy w ciąży. Urodziła w więzieniu bliźnięta, do których Falka dołączyła własne dziecko, dziewczynkę. Po stłumieniu rebelii przez Goidemara, uwolniono Riannon, która była jednak obłąkana. Zrozpaczony Goidemar chciał pozbyć się „bękarta” Falki, ale Riannon nie miała pojęcia, które z dzieci nie jest ich. Goidemar zatrudnił czarodziei, aby to wykryli – w zespole znaleźli się: Tissaia de Vries, Augusta Wagner, Leticia Charbonneau, Hen Gedymdeith i Francesca Findabair. Trójka dzieci, Adela, Fiona i Amavet razem wychowywało się na dworze. Czarodzieje bardzo szybko wykryli, że dzieckiem Falki jest Adela. Nie powiedzieli o tym jednak Goidemarowi, nie chcieli skazywać dziecka na śmierć. Adela umarła jako młoda dziewczyna podczas szalejącej epidemii dżumy, pomagając kapłanom w szpitalu. Amavet wdał się w romans ze szlachcianką Anną Kameny i został zamordowany przez jej męża. Fiona natomiast została wydana za mąż za Corama, króla Cintry.
|                                 |                                 |                                 |                                 |                                 |                                 |  |  |                      |                      |                      |                      |                       |                       |                       |                       |                        |                        |                            |                            |                            |                            |                            |                            |                           |                           |                           |                           |                           |                           |                          |                          | Shiadhal             |                      |                              |                              |                              |                              |                              |                              |                         |                         |                         |                         |                         |                         |        |        |        |        |  |  |  |  |  |  |  |  |  |  |  |  |  |  |
|                                 |                                 |                                 |                                 |                                 |                                 |  |  |                      |                      |                      |                      |                       |                       |                       |                       |                        |                        |                            |                            |                            |                            |                            |                            |                           |                           |                           |                           |                           |                           |                          |                          |                      |                      |                              |                              |                              |                              |                              |                              |                         |                         |                         |                         |                         |                         |        |        |        |        |  |  |  |  |  |  |  |  |  |  |  |  |  |  |
| anonimowa szlachcianka z Koviru | anonimowa szlachcianka z Koviru | anonimowa szlachcianka z Koviru | anonimowa szlachcianka z Koviru | anonimowa szlachcianka z Koviru | anonimowa szlachcianka z Koviru |  |  | Vridank król Redanii | Vridank król Redanii | Vridank król Redanii | Vridank król Redanii | Vridank król Redanii  | Vridank król Redanii  |                       |                       | Cerro królowa Redanii  | Cerro królowa Redanii  | Cerro królowa Redanii      | Cerro królowa Redanii      | Cerro królowa Redanii      | Cerro królowa Redanii      |                            |                            | Cregenan czarodziej z Lod | Cregenan czarodziej z Lod | Cregenan czarodziej z Lod | Cregenan czarodziej z Lod | Cregenan czarodziej z Lod | Cregenan czarodziej z Lod |                          |                          | Lara Dorren Wiedząca | Lara Dorren Wiedząca | Lara Dorren Wiedząca         | Lara Dorren Wiedząca         | Lara Dorren Wiedząca         | Lara Dorren Wiedząca         |                              |                              |                         |                         |                         |                         |                         |                         |        |        |        |        |  |  |  |  |  |  |  |  |  |  |  |  |  |  |
| anonimowa szlachcianka z Koviru | anonimowa szlachcianka z Koviru | anonimowa szlachcianka z Koviru | anonimowa szlachcianka z Koviru | anonimowa szlachcianka z Koviru | anonimowa szlachcianka z Koviru |  |  | Vridank król Redanii | Vridank król Redanii | Vridank król Redanii | Vridank król Redanii | Vridank król Redanii  | Vridank król Redanii  |                       |                       | Cerro królowa Redanii  | Cerro królowa Redanii  | Cerro królowa Redanii      | Cerro królowa Redanii      | Cerro królowa Redanii      | Cerro królowa Redanii      |                            |                            | Cregenan czarodziej z Lod | Cregenan czarodziej z Lod | Cregenan czarodziej z Lod | Cregenan czarodziej z Lod | Cregenan czarodziej z Lod | Cregenan czarodziej z Lod |                          |                          | Lara Dorren Wiedząca | Lara Dorren Wiedząca | Lara Dorren Wiedząca         | Lara Dorren Wiedząca         | Lara Dorren Wiedząca         | Lara Dorren Wiedząca         |                              |                              |                         |                         |                         |                         |                         |                         |        |        |        |        |  |  |  |  |  |  |  |  |  |  |  |  |  |  |
|                                 |                                 |                                 |                                 |                                 |                                 |  |  |                      |                      |                      |                      |                       |                       |                       |                       |                        |                        |                            |                            |                            |                            |                            |                            |                           |                           |                           |                           |                           |                           |                          |                          |                      |                      |                              |                              |                              |                              |                              |                              |                         |                         |                         |                         |                         |                         |        |        |        |        |  |  |  |  |  |  |  |  |  |  |  |  |  |  |
|                                 |                                 |                                 |                                 |                                 |                                 |  |  |                      |                      |                      |                      |                       |                       |                       |                       |                        |                        |                            |                            |                            |                            |                            |                            |                           |                           |                           |                           |                           |                           |                          |                          |                      |                      |                              |                              |                              |                              |                              |                              |                         |                         |                         |                         |                         |                         |        |        |        |        |  |  |  |  |  |  |  |  |  |  |  |  |  |  |
| Falka                           | Falka                           | Falka                           | Falka                           | Falka                           | Falka                           |  |  |                      |                      |                      |                      | Goidemar król Temerii | Goidemar król Temerii | Goidemar król Temerii | Goidemar król Temerii | Goidemar król Temerii  | Goidemar król Temerii  |                            |                            | Riannon królewna Redanii   | Riannon królewna Redanii   | Riannon królewna Redanii   | Riannon królewna Redanii   | Riannon królewna Redanii  | Riannon królewna Redanii  |                           |                           |                           |                           |                          |                          |                      |                      |                              |                              |                              |                              |                              |                              |                         |                         |                         |                         |                         |                         |        |        |        |        |  |  |  |  |  |  |  |  |  |  |  |  |  |  |
| Falka                           | Falka                           | Falka                           | Falka                           | Falka                           | Falka                           |  |  |                      |                      |                      |                      | Goidemar król Temerii | Goidemar król Temerii | Goidemar król Temerii | Goidemar król Temerii | Goidemar król Temerii  | Goidemar król Temerii  |                            |                            | Riannon królewna Redanii   | Riannon królewna Redanii   | Riannon królewna Redanii   | Riannon królewna Redanii   | Riannon królewna Redanii  | Riannon królewna Redanii  |                           |                           |                           |                           |                          |                          |                      |                      |                              |                              |                              |                              |                              |                              |                         |                         |                         |                         |                         |                         |        |        |        |        |  |  |  |  |  |  |  |  |  |  |  |  |  |  |
|                                 |                                 |                                 |                                 |                                 |                                 |  |  |                      |                      |                      |                      |                       |                       |                       |                       |                        |                        |                            |                            |                            |                            |                            |                            |                           |                           |                           |                           |                           |                           |                          |                          |                      |                      |                              |                              |                              |                              |                              |                              |                         |                         |                         |                         |                         |                         |        |        |        |        |  |  |  |  |  |  |  |  |  |  |  |  |  |  |
|                                 |                                 |                                 |                                 |                                 |                                 |  |  |                      |                      |                      |                      |                       |                       |                       |                       |                        |                        |                            |                            |                            |                            |                            |                            |                           |                           |                           |                           |                           |                           |                          |                          |                      |                      |                              |                              |                              |                              |                              |                              |                         |                         |                         |                         |                         |                         |        |        |        |        |  |  |  |  |  |  |  |  |  |  |  |  |  |  |
| Adela                           | Adela                           | Adela                           | Adela                           | Adela                           | Adela                           |  |  | Coram II król Cintry | Coram II król Cintry | Coram II król Cintry | Coram II król Cintry | Coram II król Cintry  | Coram II król Cintry  |                       |                       | Fiona królewna Temerii | Fiona królewna Temerii | Fiona królewna Temerii     | Fiona królewna Temerii     | Fiona królewna Temerii     | Fiona królewna Temerii     |                            |                            |                           |                           | Amavet królewicz Temerii  | Amavet królewicz Temerii  | Amavet królewicz Temerii  | Amavet królewicz Temerii  | Amavet królewicz Temerii | Amavet królewicz Temerii |                      |                      | Anna Kameny szlachcianka     | Anna Kameny szlachcianka     | Anna Kameny szlachcianka     | Anna Kameny szlachcianka     | Anna Kameny szlachcianka     | Anna Kameny szlachcianka     |                         |                         |                         |                         |                         |                         |        |        |        |        |  |  |  |  |  |  |  |  |  |  |  |  |  |  |
| Adela                           | Adela                           | Adela                           | Adela                           | Adela                           | Adela                           |  |  | Coram II król Cintry | Coram II król Cintry | Coram II król Cintry | Coram II król Cintry | Coram II król Cintry  | Coram II król Cintry  |                       |                       | Fiona królewna Temerii | Fiona królewna Temerii | Fiona królewna Temerii     | Fiona królewna Temerii     | Fiona królewna Temerii     | Fiona królewna Temerii     |                            |                            |                           |                           | Amavet królewicz Temerii  | Amavet królewicz Temerii  | Amavet królewicz Temerii  | Amavet królewicz Temerii  | Amavet królewicz Temerii | Amavet królewicz Temerii |                      |                      | Anna Kameny szlachcianka     | Anna Kameny szlachcianka     | Anna Kameny szlachcianka     | Anna Kameny szlachcianka     | Anna Kameny szlachcianka     | Anna Kameny szlachcianka     |                         |                         |                         |                         |                         |                         |        |        |        |        |  |  |  |  |  |  |  |  |  |  |  |  |  |  |
|                                 |                                 |                                 |                                 |                                 |                                 |  |  |                      |                      |                      |                      |                       |                       |                       |                       |                        |                        |                            |                            |                            |                            |                            |                            |                           |                           |                           |                           |                           |                           |                          |                          |                      |                      |                              |                              |                              |                              |                              |                              |                         |                         |                         |                         |                         |                         |        |        |        |        |  |  |  |  |  |  |  |  |  |  |  |  |  |  |
|                                 |                                 |                                 |                                 |                                 |                                 |  |  |                      |                      |                      |                      |                       |                       |                       |                       |                        |                        |                            |                            |                            |                            |                            |                            |                           |                           |                           |                           |                           |                           |                          |                          |                      |                      |                              |                              |                              |                              |                              |                              |                         |                         |                         |                         |                         |                         |        |        |        |        |  |  |  |  |  |  |  |  |  |  |  |  |  |  |
|                                 |                                 |                                 |                                 |                                 |                                 |  |  |                      |                      |                      |                      | Corbett król Cintry   | Corbett król Cintry   | Corbett król Cintry   | Corbett król Cintry   | Corbett król Cintry    | Corbett król Cintry    |                            |                            | Elen królewna Kaedwen      | Elen królewna Kaedwen      | Elen królewna Kaedwen      | Elen królewna Kaedwen      | Elen królewna Kaedwen     | Elen królewna Kaedwen     |                           |                           | Crispin                   | Crispin                   | Crispin                  | Crispin                  | Crispin              | Crispin              |                              |                              | Robert hrabia Garramone      | Robert hrabia Garramone      | Robert hrabia Garramone      | Robert hrabia Garramone      | Robert hrabia Garramone | Robert hrabia Garramone |                         |                         | Muriel                  | Muriel                  | Muriel | Muriel | Muriel | Muriel |  |  |  |  |  |  |  |  |  |  |  |  |  |  |
|                                 |                                 |                                 |                                 |                                 |                                 |  |  |                      |                      |                      |                      | Corbett król Cintry   | Corbett król Cintry   | Corbett król Cintry   | Corbett król Cintry   | Corbett król Cintry    | Corbett król Cintry    |                            |                            | Elen królewna Kaedwen      | Elen królewna Kaedwen      | Elen królewna Kaedwen      | Elen królewna Kaedwen      | Elen królewna Kaedwen     | Elen królewna Kaedwen     |                           |                           | Crispin                   | Crispin                   | Crispin                  | Crispin                  | Crispin              | Crispin              |                              |                              | Robert hrabia Garramone      | Robert hrabia Garramone      | Robert hrabia Garramone      | Robert hrabia Garramone      | Robert hrabia Garramone | Robert hrabia Garramone |                         |                         | Muriel                  | Muriel                  | Muriel | Muriel | Muriel | Muriel |  |  |  |  |  |  |  |  |  |  |  |  |  |  |
|                                 |                                 |                                 |                                 |                                 |                                 |  |  |                      |                      |                      |                      |                       |                       |                       |                       |                        |                        |                            |                            |                            |                            |                            |                            |                           |                           |                           |                           |                           |                           |                          |                          |                      |                      |                              |                              |                              |                              |                              |                              |                         |                         |                         |                         |                         |                         |        |        |        |        |  |  |  |  |  |  |  |  |  |  |  |  |  |  |
|                                 |                                 |                                 |                                 |                                 |                                 |  |  |                      |                      |                      |                      |                       |                       |                       |                       | Dagorad król Cintry    | Dagorad król Cintry    | Dagorad król Cintry        | Dagorad król Cintry        | Dagorad król Cintry        | Dagorad król Cintry        |                            |                            |                           |                           |                           |                           |                           |                           |                          |                          |                      |                      |                              |                              |                              |                              |                              |                              | Adalia księżna Mariboru | Adalia księżna Mariboru | Adalia księżna Mariboru | Adalia księżna Mariboru | Adalia księżna Mariboru | Adalia księżna Mariboru |        |        |        |        |  |  |  |  |  |  |  |  |  |  |  |  |  |  |
|                                 |                                 |                                 |                                 |                                 |                                 |  |  |                      |                      |                      |                      |                       |                       |                       |                       | Dagorad król Cintry    | Dagorad król Cintry    | Dagorad król Cintry        | Dagorad król Cintry        | Dagorad król Cintry        | Dagorad król Cintry        |                            |                            |                           |                           |                           |                           |                           |                           |                          |                          |                      |                      |                              |                              |                              |                              |                              |                              | Adalia księżna Mariboru | Adalia księżna Mariboru | Adalia księżna Mariboru | Adalia księżna Mariboru | Adalia księżna Mariboru | Adalia księżna Mariboru |        |        |        |        |  |  |  |  |  |  |  |  |  |  |  |  |  |  |
|                                 |                                 |                                 |                                 |                                 |                                 |  |  |                      |                      |                      |                      |                       |                       |                       |                       |                        |                        |                            |                            |                            |                            |                            |                            |                           |                           |                           |                           |                           |                           |                          |                          |                      |                      |                              |                              |                              |                              |                              |                              |                         |                         |                         |                         |                         |                         |        |        |        |        |  |  |  |  |  |  |  |  |  |  |  |  |  |  |
|                                 |                                 |                                 |                                 |                                 |                                 |  |  |                      |                      |                      |                      |                       |                       |                       |                       |                        |                        | Roegner książę Ebbing      | Roegner książę Ebbing      | Roegner książę Ebbing      | Roegner książę Ebbing      | Roegner książę Ebbing      | Roegner książę Ebbing      |                           |                           | Calanthe królowa Cintry   | Calanthe królowa Cintry   | Calanthe królowa Cintry   | Calanthe królowa Cintry   | Calanthe królowa Cintry  | Calanthe królowa Cintry  |                      |                      | Eist Tuirseach jarl Skellige | Eist Tuirseach jarl Skellige | Eist Tuirseach jarl Skellige | Eist Tuirseach jarl Skellige | Eist Tuirseach jarl Skellige | Eist Tuirseach jarl Skellige |                         |                         |                         |                         |                         |                         |        |        |        |        |  |  |  |  |  |  |  |  |  |  |  |  |  |  |
|                                 |                                 |                                 |                                 |                                 |                                 |  |  |                      |                      |                      |                      |                       |                       |                       |                       |                        |                        | Roegner książę Ebbing      | Roegner książę Ebbing      | Roegner książę Ebbing      | Roegner książę Ebbing      | Roegner książę Ebbing      | Roegner książę Ebbing      |                           |                           | Calanthe królowa Cintry   | Calanthe królowa Cintry   | Calanthe królowa Cintry   | Calanthe królowa Cintry   | Calanthe królowa Cintry  | Calanthe królowa Cintry  |                      |                      | Eist Tuirseach jarl Skellige | Eist Tuirseach jarl Skellige | Eist Tuirseach jarl Skellige | Eist Tuirseach jarl Skellige | Eist Tuirseach jarl Skellige | Eist Tuirseach jarl Skellige |                         |                         |                         |                         |                         |                         |        |        |        |        |  |  |  |  |  |  |  |  |  |  |  |  |  |  |
|                                 |                                 |                                 |                                 |                                 |                                 |  |  |                      |                      |                      |                      |                       |                       |                       |                       |                        |                        |                            |                            |                            |                            |                            |                            |                           |                           |                           |                           |                           |                           |                          |                          |                      |                      |                              |                              |                              |                              |                              |                              |                         |                         |                         |                         |                         |                         |        |        |        |        |  |  |  |  |  |  |  |  |  |  |  |  |  |  |
|                                 |                                 |                                 |                                 |                                 |                                 |  |  |                      |                      |                      |                      |                       |                       |                       |                       |                        |                        |                            |                            |                            |                            |                            |                            |                           |                           |                           |                           |                           |                           |                          |                          |                      |                      |                              |                              |                              |                              |                              |                              |                         |                         |                         |                         |                         |                         |        |        |        |        |  |  |  |  |  |  |  |  |  |  |  |  |  |  |
| gen Lary                        | gen Lary                        | gen Lary                        | gen Lary                        | gen Lary                        | gen Lary                        |  |  |                      |                      |                      |                      |                       |                       | Duny książę Maecht    | Duny książę Maecht    | Duny książę Maecht     | Duny książę Maecht     | Duny książę Maecht         | Duny książę Maecht         |                            |                            | Pavetta królewna Cintry    | Pavetta królewna Cintry    | Pavetta królewna Cintry   | Pavetta królewna Cintry   | Pavetta królewna Cintry   | Pavetta królewna Cintry   |                           |                           |                          |                          |                      |                      |                              |                              |                              |                              |                              |                              |                         |                         |                         |                         |                         |                         |        |        |        |        |  |  |  |  |  |  |  |  |  |  |  |  |  |  |
| gen Lary                        | gen Lary                        | gen Lary                        | gen Lary                        | gen Lary                        | gen Lary                        |  |  |                      |                      |                      |                      |                       |                       | Duny książę Maecht    | Duny książę Maecht    | Duny książę Maecht     | Duny książę Maecht     | Duny książę Maecht         | Duny książę Maecht         |                            |                            | Pavetta królewna Cintry    | Pavetta królewna Cintry    | Pavetta królewna Cintry   | Pavetta królewna Cintry   | Pavetta królewna Cintry   | Pavetta królewna Cintry   |                           |                           |                          |                          |                      |                      |                              |                              |                              |                              |                              |                              |                         |                         |                         |                         |                         |                         |        |        |        |        |  |  |  |  |  |  |  |  |  |  |  |  |  |  |
| gen recesywny                   |                                 |                                 |                                 |                                 |                                 |  |  |                      |                      |                      |                      |                       |                       |                       |                       |                        |                        |                            |                            |                            |                            |                            |                            |                           |                           |                           |                           |                           |                           |                          |                          |                      |                      |                              |                              |                              |                              |                              |                              |                         |                         |                         |                         |                         |                         |        |        |        |        |  |  |  |  |  |  |  |  |  |  |  |  |  |  |
| pseudgen, aktywizator           | pseudgen, aktywizator           | pseudgen, aktywizator           | pseudgen, aktywizator           | pseudgen, aktywizator           | pseudgen, aktywizator           |  |  |                      |                      |                      |                      |                       |                       |                       |                       |                        |                        | Cirilla księżniczka Cintry | Cirilla księżniczka Cintry | Cirilla księżniczka Cintry | Cirilla księżniczka Cintry | Cirilla księżniczka Cintry | Cirilla księżniczka Cintry |                           |                           |                           |                           |                           |                           |                          |                          |                      |                      |                              |                              |                              |                              |                              |                              |                         |                         |                         |                         |                         |                         |        |        |        |        |  |  |  |  |  |  |  |  |  |  |  |  |  |  |

## Charakter i wygląd
Cirilla miała popielate włosy, szmaragdowe oczy, blade usta i szczupłą, drobną twarz. Jej sylwetka była zwiewna i smukła. Mimo swojego młodego wieku Ciri świetnie radzi sobie z mieczem. Osiągnęła sprawność niemalże młodych wiedźminów, mimo że nie została poddana Próbie Traw. Przedstawiana jest jako osoba silna, zdecydowana, uparta i niezależna. Wykształcenie otrzymane w świątyni Melitele sprawia, że dobrze posługuje się Starszą Mową. Jest inteligentna i bystra, choć nieco niecierpliwa. Ciri to osoba lojalna, bardzo ceni sobie przyjaźń, szczególnie Geralta i czarodziejki Yennefer. W trakcie cyklu dojrzewa, dorośleje, zmieniając się na oczach czytelnika z małej dziewczynki w dorosłą kobietę.

## Adaptacje
W polskim filmie i serialu w roli Ciri wystąpiła Marta Bitner. W serialu Netfliksa w postać Ciri wciela się Freya Allan.